# Taktrückgewinnung
Die Taktrückgewinnung (auch Symboltakt-Synchronisation) in der digitalen Übertragungstechnik hat zum Ziel, aus einem empfangenen Digitalsignal den Sendetakt des Senders zu bestimmen und damit das zeitgenaue Abtasten des Empfangssignals zu ermöglichen oder auch das in der Gegenrichtung zurückgesendete Digitalsignal zeitlich richtig auszurichten (synchronisieren). Die Taktrückgewinnung ist auf Empfängerseite notwendig, um die periodischen Abtastzeitpunkte des empfangenen Datenstromes zu ermitteln. Ohne diese zeitlich genaue Ausrichtung kann das digitale Empfangssignal nicht richtig ausgewertet werden, entsprechend massive Bitfehler wären die Folge. Bietet ein Übertragungsverfahren die Taktrückgewinnung, so kann auf die aufwendige parallele Taktübertragung mittels eigenem Übertragungskanal zwecks Synchronisation verzichtet werden.
Um aus dem Empfangssignal den Sendetakt gewinnen zu können, muss das Empfangssignal hinreichend viele Signalflanken aufweisen. Das bedeutet, dass lange Folgen von '1' oder '0' ohne Flanken in der Übertragung zu vermeiden sind. Dies kann durch eine entsprechende Kanalkodierung und den Einsatz entsprechender Leitungscodes wie des Biphase-Mark-Code oder des 4B5B-Code erreicht werden. Weiterhin können auf Sendeseite statistische Verfahren wie Scrambler eingesetzt werden, welche das Sendesignal pseudozufällig umgestalten und damit im Mittel hinreichend viele Signalflanken für die Taktrückgewinnung zur Verfügung stellen.

## Verfahren
Grundsätzlich kommen zur Taktrückgewinnung zwei verschiedene Verfahren zum Einsatz:
- Nichtlineare Verzerrung des Eingangssignals,
- Entscheidungsrückgekoppelte Verfahren mit adaptiven Filtern.

Sie werden in den folgenden Abschnitten kurz dargestellt.

### Taktrückgewinnung durch nichtlineare Verzerrung
Bei diesem Verfahren werden durch eine nichtlineare Verzerrung des Eingangssignals die Signalflanken gewonnen, welche dann mit einem Bandpass oder PLL und anschließender Schwellwertentscheidung den Symboltakt ergeben. Prinzipiell können dabei verschiedene nichtlineare Funktionen eingesetzt werden, wie beispielsweise Quadrierung oder Differenzierung mit anschließender Betragsbildung (Gleichrichtung) des Eingangssignals. 
In der Praxis hat allerdings fast nur die Differenzierung mit Betragsbildung in Kombination mit einer PLL wesentliche Bedeutung. Das heißt, die zeitlichen Änderungen des Empfangssignals werden gleichgerichtet und als Referenzfrequenz für eine im Fangbereich grob abgestimmte PLL verwendet. Im eingeschwungenen Zustand der PLL ist dann der so gewonnene Takt frequenzgleich und phasenstarr zum Sendetakt. 
Der Nachteil dieser Methode ist, dass die exakte Phasenlage damit nicht wiedergewonnen werden kann. In praktischen Systemen wird der genaue Abtastzeitpunkt der Empfangsdaten dann meist durch einen fix im Empfänger eingestellten Phasenoffset (Zeitversatz) vorgenommen. Dieser Zeitversatz stellt den genauen Abtastzeitpunkt innerhalb der Zeitdauer eines Symbols dar. Dieser Zeitversatz muss daher bei Multifrequenzsystemen von der jeweiligen Frequenz, beispielsweise über Tabellen, abgeleitet werden.

### Taktrückgewinnung durch Entscheidungsrückkopplung
Bei diesem Verfahren zur Taktrückgewinnung wird von der so genannten ersten Nyquist-Bedingung Gebrauch gemacht. Diese Bedingung besagt, dass das zeitliche Symbolübersprechen, auch Intersymbol-Interferenz genannt, verschwindet. Voraussetzung dafür ist bei praktisch allen Übertragungskanälen und deren Verzerrungen der Einsatz von adaptiven Kanalentzerrern zur Kompensation.
Ist der Übertragungskanal entsprechend entzerrt und erfüllt die Intersymbolfreiheit, kann durch Synchronisieren auf den Nulldurchgang des Empfangssignals vor und nach den einzelnen Sendeimpulsen der Sendetakt exakt wiedergewonnen werden. Diese Information wird zeitlich gemittelt und dient als Steuergröße für einen steuerbaren Oszillator.
Der Vorteil dieses Verfahrens ist, dass es nicht nur die Abtastfrequenz exakt wiedergewinnt, sondern auch die Abtastphase. Nachteilig ist der Aufwand, welcher mit adaptiven Filtern verbunden ist. Vor allem die dabei notwendige Trainingssequenz am Anfang einer Übertragung muss im Rahmen des Übertragungsprotokolls vorgesehen sein.
Eine weitere Form zur Taktgewinnung mittels einer rückgekoppelten Regelschleife besteht in der Anwendung einer modifizierten Costas Loop. Üblicherweise wird diese Schleife zur kohärenten Demodulation digitaler Winkelmodulationen wie Phase Shift Keying verwendet. Anstatt sich auf die Trägerfrequenz zu synchronisieren, kann eine entsprechend modifizierte Costas Loop auch zur Rückgewinnung des Symboltaktes eingesetzt werden. Auch dabei wird die Phasenlage korrekt wiedergewonnen.